# Panīpeirōtikos Athlītikos Syllogos Lamia 1964 2016-2017
Questa voce raccoglie le informazioni riguardanti il Panīpeirōtikos Athlītikos Syllogos Giannina nelle competizioni ufficiali della stagione 2016-2017.

## Rosa
| N. |                    | Ruolo | Calciatore                       |
| -- | ------------------ | ----- | -------------------------------- |
| 1  | Grecia (bandiera)  | P     | Athanasios Katsoulis             |
| 2  | Grecia (bandiera)  | D     | Ilias Evangelou                  |
| 3  | Grecia (bandiera)  | D     | Petros Leventis                  |
| 4  | Albania (bandiera) | A     | Serxhio Llambraj                 |
| 7  | Grecia (bandiera)  | C     | Vasilīs Bouzas                   |
| 8  | Grecia (bandiera)  | C     | James Stamopoulos                |
| 9  | Albania (bandiera) | A     | Fjorin Durmishaj                 |
| 10 | Grecia (bandiera)  | C     | Michalis Frangos (vice capitano) |
| 11 | Grecia (bandiera)  | A     | Alexandros Smyrlis (capitano)    |
| 12 | Brasile (bandiera) | D     | Jackson                          |
| 13 | Grecia (bandiera)  | P     | Nestoras Gekas                   |
| 16 | Albania (bandiera) | P     | Amarildo Çekrezi                 |
| 17 | Brasile (bandiera) | A     | Macena                           |

| N. |                    | Ruolo | Calciatore              |
| -- | ------------------ | ----- | ----------------------- |
| 18 | Grecia (bandiera)  | D     | Tryfon Tsonis           |
| 19 | Grecia (bandiera)  | C     | Konstantinos Tegousis   |
| 20 | Grecia (bandiera)  | C     | Ilias Stavrou           |
| 21 | Grecia (bandiera)  | A     | Andreas Tsipras         |
| 22 | Grecia (bandiera)  | C     | Dionysis Belis          |
| 23 | Grecia (bandiera)  | P     | Athanasios Michelis     |
| 24 | Grecia (bandiera)  | D     | Christos Nonis          |
| 25 | Grecia (bandiera)  | D     | Nikolaos Stavrianos     |
| 28 | Albania (bandiera) | C     | Damian Gjini            |
| 32 | Grecia (bandiera)  | C     | Savvas Iliadis          |
| 33 | Grecia (bandiera)  | D     | Dimitrios Nikas         |
| 44 | Brasile (bandiera) | C     | Ricardinho              |
| 88 | Grecia (bandiera)  | C     | Georgios Katsikogiannis |